# Dennis Olsen
Dennis Olsen (ur. 14 kwietnia 1996) – norweski kierowca wyścigowy.

## Kariera

### Toyota Racing Series
Olsen rozpoczął karierę w jednomiejscowych samochodach wyścigowych w 2013 roku w Nowej Zelandii od startów w Toyota Racing Series. W ciągu piętnastu wyścigów, w których wystartował, uzbierał łącznie 410 punktów. Dało mu to trzynaste miejsce w klasyfikacji generalnej.

### Formuła Renault 2.0
W sezonie 2013 Norweg startował w Północnoeuropejskim Pucharze Formuły Renault 2.0 oraz Alpejskiej Formule Renault 2.0. W edycji północnoeuropejskiej trzykrotnie stawał na podium, lecz nigdy nie zwyciężył, choć raz startował z pole position. Z dorobkiem 211 punktów uplasował się na najniższym stopniu podium klasyfikacji generalnej. 
Na sezon 2014 Olsen podpisał kontrakt z włoską ekipą Prema Powerteam na starty w Europejskim Pucharze Formuły Renault 2.0 oraz w Alpejskiej Formule Renault 2.0. W edycji europejskiej w ciągu czternastu wyścigów, w których wystartował, trzykrotnie stawał na podium, w tym dwukrotnie na jego najwyższym stopniu. Uzbierane 124 punkty pozwoliły mu zdobyć tytuł wicemistrza serii. W serii alpejskiej jego wyniki nie były zaliczane do klasyfikacji.

## Statystyki
| Sezon | Seria                                         | Zespół                | Wyścigi | Zwycięstwa | PP | NO | Podium | Punkty | Pozycja |
| ----- | --------------------------------------------- | --------------------- | ------- | ---------- | -- | -- | ------ | ------ | ------- |
| 2013  | Północnoeuropejski Puchar Formuły Renault 2.0 | Josef Kaufmann Racing | 16      | 0          | 1  | 0  | 3      | 211    | 3       |
| 2013  | Alpejska Formuła Renault 2.0                  | AV Formula            | 2       | 0          | 0  | 0  | 0      | 0      | NS      |
| 2013  | Toyota Racing Series                          | M2 Competition        | 15      | 0          | 0  | 0  | 0      | 410    | 13      |
| 2014  | Europejski Puchar Formuły Renault 2.0         | Prema Powerteam       | 14      | 2          | 2  | 3  | 3      | 124    | 2       |
| 2014  | Alpejska Formuła Renault 2.0                  | Prema Powerteam       | 6       | 0          | 0  | 0  | 0      | 0      | NS†     |

† – Olsen nie był zaliczany do klasyfikacji.